# GP Mario De Clercq
Le Grand Prix Mario De Clercq est une course de cyclo-cross organisée à Renaix, en Belgique. L'épreuve a été créée en 2000 en l'honneur de Mario De Clercq, cyclo-crossman et vainqueur à trois reprises. La course se déroule de 2000 à 2004 à Wortegem-Petegem et a été inscrite à la Coupe du monde de cyclo-cross lors des saisons 2001-2002 et 2004-2005. Elle a été interrompu avant de revenir en 2010 à Renaix avec un succès de Sven Nys. Fort de son succès, elle intègre le Trophée Gazet van Antwerpen à partir de l'édition de 2011-2012, compétition devenue Trophée Banque Bpost à partir de 2012-2013, puis Trophée des AP Assurances en 2016-2017.
En 2018, l'épreuve est retirée du Trophée des AP Assurances et devient une manche des Brico Cross.

## Palmarès

### Hommes élites
| Année     | Vainqueur            | Deuxième             | Troisième              |
| --------- | -------------------- | -------------------- | ---------------------- |
| 2000      | Mario De Clercq      | Peter Van Santvliet  | Richard Groenendaal    |
| 2001      | Mario De Clercq      | Sven Nys             | Ben Berden             |
| 2002      | Mario De Clercq      | Tom Vannoppen        | Ben Berden             |
| 2003      | Ben Berden           | Sven Nys             | Tom Vannoppen          |
| 2004      | Zdeněk Mlynář        | Sven Vanthourenhout  | Mario De Clercq        |
| 2005-2009 | non-disputé          |                      |                        |
| 2010      | Sven Nys             | Niels Albert         | Tom Meeusen            |
| 2011      | Kevin Pauwels        | Zdeněk Štybar        | Niels Albert           |
| 2012      | Niels Albert         | Kevin Pauwels        | Sven Nys               |
| 2013      | Sven Nys             | Martin Bína          | Niels Albert           |
| 2014      | Sven Nys             | Mathieu van der Poel | Klaas Vantornout       |
| 2015      | Wout van Aert        | Kevin Pauwels        | Lars van der Haar      |
| 2016      | Wout van Aert        | Jens Adams           | Michael Vanthourenhout |
| 2017      | Lars van der Haar    | Mathieu van der Poel | Wout van Aert          |
| 2018      | Mathieu van der Poel | Wout van Aert        | Michael Vanthourenhout |
| 2019      | Toon Aerts           | Eli Iserbyt          | Mathieu van der Poel   |

### Femmes élites
| Année | Vainqueur                  | Deuxième            | Troisième          |
| ----- | -------------------------- | ------------------- | ------------------ |
| 2013  | Nikki Harris               | Helen Wyman         | Sanne Cant         |
| 2014  | Sophie de Boer             | Helen Wyman         | Jolien Verschueren |
| 2015  | Pavla Havlíková            | Jolien Verschueren  | Nikki Harris       |
| 2016  | Thalita de Jong            | Sanne Cant          | Sophie de Boer     |
| 2017  | Katherine Compton          | Maud Kaptheijns     | Helen Wyman        |
| 2018  | Marianne Vos               | Alice Maria Arzuffi | Annemarie Worst    |
| 2019  | Ceylin del Carmen Alvarado | Annemarie Worst     | Yara Kastelijn     |

### Hommes espoirs
| Année | Vainqueur              | Deuxième          | Troisième        |
| ----- | ---------------------- | ----------------- | ---------------- |
| 2011  | Michael Vanthourenhout | Jens Adams        | Micki van Empel  |
| 2012  | Michael Vanthourenhout | Wout van Aert     | Corné van Kessel |
| 2013  | Mathieu van der Poel   | Gianni Vermeersch | Wout van Aert    |
| 2014  | Michael Vanthourenhout | Laurens Sweeck    | Toon Aerts       |
| 2015  | Eli Iserbyt            | Jonas Degroote    | Daan Hoeyberghs  |
| 2016  | Joris Nieuwenhuis      | Eli Iserbyt       | Sieben Wouters   |
| 2017  | Eli Iserbyt            | Jens Dekker       | Yannick Peeters  |
| 2018  | Jens Dekker            | Lander Loockx     | Yentl Bekaert    |
| 2019  | Ryan Kamp              | Gerben Kuypers    | Joran Wyseure    |

### Hommes juniors
| Année | Vainqueur            | Deuxième             | Troisième        |
| ----- | -------------------- | -------------------- | ---------------- |
| 2011  | Ben Boets            | Stan Wijkel          | Nicolas Cleppe   |
| 2012  | Mathieu van der Poel | Quinten Hermans      | Martijn Budding  |
| 2013  | Eli Iserbyt          | Gianni Van Donink    | Kobe Goossens    |
| 2014  | Eli Iserbyt          | Max Gulickx          | Jappe Jaspers    |
| 2015  | Jens Dekker          | Jappe Jaspers        | Seppe Rombouts   |
| 2016  | Yentl Bekaert        | Toon Vandebosch      | Jelle Camps      |
| 2017  | Loris Rouiller       | Pim Ronhaar          | Len Dejonghe     |
| 2018  | Witse Meeussen       | Pim Ronhaar          | Thibau Nys       |
| 2019  | Yorben Lauryssen     | Jetze Van Campenhout | Emiel Verstrynge |